# Ruta Provincial 85 (Buenos Aires)
La Ruta Provincial 85 es una carretera pavimentada de 494 km de extensión ubicada en la provincia de Buenos Aires, Argentina.

## Localidades
- Partido de Necochea: La Dulce,
- Partido de San Cayetano: Defferrari, San Cayetano, Ochandío,
- Partido de Tres Arroyos: San Mayol, Barrow, Tres Arroyos,
- Partido de Coronel Pringles: Acceso a Indio Rico, Coronel Pringles,
- Partido de Coronel Suárez: Acceso a D'Orbigny, acceso a Santa María, San José Coronel Suárez, Pasman
- Partido de Guaminí: Acceso a Guaminí,
- Partido de Salliqueló: Acceso a Salliqueló, acceso a Quenumá,
- Partido de Pellegrini: no hay localidades.

## Trayecto sin asfalto
En diciembre de 2021 la administración bonaerense comenzó la licitación para el asfaltado de la calzada de la Ruta Provincial 85 en el segmento comprendido entre La Dulce, partido de Necochea, y Tres Arroyos que carecía de asfalto. Ese tramo recorre por las localidades de Defferrari y Ochandío, del partido de San Cayetano; y San Mayol, del partido de Tres Arroyos.